# Cybaeus jilinensis
Espèce
Cybaeus jilinensis est une espèce d'araignées aranéomorphes de la famille des Cybaeidae.

## Distribution
Cette espèce est endémique du Jilin en Chine,. Elle se rencontre dans le massif du Changbai.

## Publication originale
- Song, Kim & Zhu, 1993 : On a new species of the genus Cybaeus (Araneae: Agelenidae) from China. Korean Arachnology, vol. 9, p. 19-21.